# Dans l'antre du roi de la montagne
 (novembre 2018).
Dans l'antre du roi de la montagne (en norvégien : I Dovregubbens hall) est un extrait de la musique de scène, no 1 de l'op. 46, qu'Edvard Grieg composa en 1874 pour la pièce de théâtre Peer Gynt, écrite par l'auteur norvégien Henrik Ibsen en 1867, et jouée pour la première fois à Christiania (actuel Oslo) le 24 février 1876. Le compositeur sélectionnera plus tard cette pièce en si mineur, notée 4/4, Alla marcia e molto marcato (à la façon d'une marche et très martelé), puis più vivo (plus rapide) et enfin stringendo al fine (accélérer jusqu'à la fin), pour constituer le mouvement final de la première de deux suites, op. 46 pour orchestre symphonique assemblées en 1888 et en 1891.
Dans ses péripéties à travers le monde, Peer Gynt est un personnage à la recherche d'aventure et d'amour. Encore en Norvège, après avoir fui son village et ayant séduit l'une des filles du légendaire roi des montagnes de Dovre, il se retrouve dans un monde de gnomes, de trolls et de démons. Sa vie étant en danger, il est à nouveau forcé de s'enfuir. Dans l'antre du roi de la montagne, introduction avec chœur et danse de la sixième scène au milieu de l'acte deux, décrit musicalement pendant environ trois minutes cette situation.

## Thème, structure et orchestration
Écrit dans la tonalité de si mineur, l'unique thème est composé de trois phrases de huit mesures très semblables, elles-mêmes divisées en deux séquences de quatre mesures presque identiques subdivisées en deux mesures très proches. Cet ensemble de vingt-quatre mesures est répété deux fois in extenso, les variations se trouvant dans l'orchestration et l'accompagnement, particulièrement dans l'ornementation des contretemps. La coda qui suit est basée sur la formule cadencielle finale du thème.
Si la facture du thème et son agencement semblent simples — ce sont souvent les plus difficiles à réaliser — l'utilisation de l'orchestre symphonique par Grieg est redoutablement efficace et descriptive, semblant parfois marquer les pas précautionneux de Peer, les poursuites endiablées des gnomes et des trolls, et pour finir, la course effrénée et libératrice de Peer hors de la grotte.
| Instrumentation de Dans l'antre du roi de la montagne                |
| Cordes                                                               |
| premiers violons, seconds violons, altos, violoncelles, contrebasses |
| Bois                                                                 |
| 1 piccolo, 2 flûtes, 2 hautbois, 2 clarinettes en la, 2 bassons      |
| Cuivres                                                              |
| 4 cors, 2 trompettes en mi, 2 trombones, 1 trombone basse, 1 tuba    |
| Percussions                                                          |
| 2 timbales, cymbales, grosse caisse,                                 |

Les variations ne sont pas mélodiques, mais basées sur les changements :
- de nuances : tout au long de la pièce, l’intensité augmente progressivement sous forme d'un crescendo gigantesque du pianissimo  initial au fortississimo  final.
- de registres : le thème est joué d'abord par les instruments les plus graves (contrebasses, violoncelles et bassons), puis dans le médium (violons, petits bois) pour enfin finir dans le registre aigu, voire suraigu pour les premiers violons.
- d'orchestration : l'entrée des instruments est progressive, seuls quelques-uns illustrent le thème au départ pour finir par un tutti d’orchestre large et généreux.
- de timbres : les couleurs sont données par les différentes sonorités instrumentales, leurs alternances ou leurs combinaisons (violoncelles et contrebasses en pizzicato/bassons ; violons/clarinettes et hautbois…).
- de tempo : le thème est joué accelerando, c'est-à-dire de plus en plus rapidement.

Après une tenue de la dominante (fa♯) jouée à l'octave par deux des quatre cors, la première exposition du thème (A1) commence dans les registres des instruments les plus graves de l'orchestre : d'abord les violoncelles et les contrebasses à l'octave inférieure en pizzicatos — a1 terminant dans la gamme relative (ré majeur) — puis par les deux bassons, toujours en jeu d'octave et en staccato (a'1). L'alternance violoncelles et contrebasses/bassons se poursuit (a2 et a'2), la mélodie se présentant en majeur dans la tonalité de la dominante (fa♯) et un chromatisme ascendant puis descendant. Retour de la première formule (a1), puis les bassons reprennent, mais terminent dans la tonalité principale (si mineur) (a3).
La deuxième exposition (A2) fait entendre elle aussi une alternance instrumentale, mais cette fois entre les premiers et les deuxièmes violons jouant à l'octave, et le premier hautbois et la première clarinette, jouant également à l'octave (tous les b). L'accompagnement s'enrichit de contretemps sur divers instruments, les altos les jouant ornés soit en mordants inférieurs (b1 et b2) soit en gruppettos (quintolet de doubles-croches) (b'1 et b'2) et repris par la suite par les violons et les violoncelles (b3).
Temps et contretemps à l'octave des violoncelles et contrebasses et, au-dessus,

Le thème de la dernière exposition est joué fortissimo uniquement par les deux voix de violons et les altos sur trois octaves et en trémolos de doubles-croches, les violoncelles/contrebasses scandant quatre croches descendantes de la tonique à la dominante des différentes tonalités abordées. Tous les bois (piccolo, flûtes, hautbois, clarinette et basson) sont en contretemps de mordants inférieurs, cuivres et percussions renforçant tantôt les temps, tantôt les contretemps et même parfois les trompettes et les cors doublant le thème des violons (fin de c2 et de c'2). Au début de cette dernière partie est indiqué un Più vivo (plus vite) (c1), le stringendo al fine (accélérer jusqu'à la fin) n'étant indiqué qu'à la reprise du premier motif (deuxième c1). Afin d'augmenter l'effet dramatique de cette pièce, beaucoup de chefs d'orchestre commencent cet accéléré très tôt dans la partition, souvent au début de la deuxième exposition (A2).
Pour terminer, la coda alterne les temps/contretemps empruntés à l'accompagnement, des silences lourds et pesants et la formule cadencielle finale du thème (c3).
Début de la Coda avec chœur d'hommes, psalmodiant « Tuez-le, tuez-le ! »

Dans la dernière exposition du thème (A2) et dans la coda, pour sa musique de scène, Grieg a ajouté un chœur d'hommes (basses et ténors) représentant « les trolls, les plus vieux chantant, les plus jeunes dansant, s'accompagnant de gestes menaçants envers Peer. » « Tuez-le, tuez-le ! » psalmodient-ils ensemble, certains proposant de le cuire à petit feu, d'autres de lui couper les doigts ou encore de le mordre à la cuisse.

## Paroles de la chanson dansPeer Gynt
| (Les troll-courtisans): Slagt ham! Kristenmands søn har dåret Dovregubbens veneste mø! Slagt ham! Slagt ham! (un troll-imp): Må jeg skjære ham i fingeren? (un autre troll-imp): Må jeg rive ham i håret? (une jeune fille de troll): Hu, hej, lad mig bide ham i låret! (une sorcière-troll avec une louche): Skal han lages til sod og sø? (une autre troll-sorcière, avec un couteau de boucher): Skal han steges på spid eller brunes i gryde? (le roi de la montagne): Isvand i blodet! | Tuez-le ! Le fils du chrétien a tenté la plus belle fille de notre Roi ! Tuez-le ! Tuez-le ! Laisse-moi le taillader sur les doigts ! Puis-je lui arracher les cheveux ? Laisse-moi le mordre dans le cul ! Laissez-moi le faire bouillir pour le bouillon ! Doit-il griller à la broche ou être bruni dans une bouilloire ? Glace à ton sang, amis ! |

## Dans la culture populaire
Dans l'antre du roi de la montagne est une des œuvres les plus reprises et les plus enregistrées dans tous les genres et dans tous les styles. Beaucoup d'orchestres classiques l'ont à leur répertoire et même dans leur discographie. Des créateurs de tous les domaines ont utilisé cette musique, au cinéma, dans des dessins animés, des jeux vidéo, des spectacles ou des publicités. Les transcriptions sont innombrables, allant de la simple adaptation pour le piano ou la guitare jusqu'aux arrangements pour toutes sortes de groupes : rock, pop ou metal.

### Musique
- Electric Light Orchestra dans l'album On the Third Day de 1973 sous le titre In the Hall of the Mountain King.
- Dans son album Cloak & Dagger (1983), Witchfynde introduit et conclut le titre Cry Wolf sur un solo de guitare qui reprend ce thème.
- Helloween utilise ce thème dans le solo de guitare du titre Gorgar dans l'album Walls of Jericho (1986).
- Savatage dans l'album Hall of the Mountain King de 1987 dans l'ensemble Prelude to madness / Hall of the Mountain King.
- La version de Savatage est reprise par le groupe entièrement féminin Burning Witches dans son album de 2021 The Witch of the North sous le titre Hall of the Mountain King.
- Erasure sur la pièce In the Hall of The Mountain King de l'album Circus de 1987.
- Rainbow dans l'album Stranger in Us All de 1995 sous le titre Hall of the Mountain King.
- Le solo de Final Journey dans l'album Blind Rage (2014) d'Accept comprend une citation de Au matin de la Suite n° 1.
- The Offspring sur son album Let The Bad Time Roll (2021).

### Cinéma
- 1931 : Dans M le maudit réalisé par Fritz Lang, le tueur est reconnu par son sifflement de Dans l'antre du roi de la montagne (c'est Lang lui-même qui double l'acteur Peter Lorre dans la BO)[2].
- 1993 : Dans Le Bazaar de l'épouvante de Fraser Clarke Heston, la séquence angoissée au cours de laquelle Nettie Cobbe manque d'être surprise par Danforth « Buster » Keeton après s'être introduite par effraction chez lui pour le tourmenter à l'aide de Post-it incriminants a pour fond musical une interprétation classique et complète du morceau.
- 2006 : La mélodie est utilisée dans une scène du film Poultrygeist: Night of the Chicken Dead, puis dans la bande originale de Scoop de Woody Allen.
- 2010 : Dans le film The Social Network de David Fincher, on entend une version durant une compétition d'aviron, la régate royale de Henley, à laquelle participent les frères Winklevoss, une version remixée par Trent Reznor et Atticus Ross, les compositeurs de la bande originale du film.
- 2011 : Dans Hanna de Joe Wright.
- 2012 : Un remix électro par Christophe Van Huffel dans le film Les Mouvements du bassin d'HPG, intitulé Mixpeergynt.
- 2015 : Sonnerie du téléphone de Vincent Lacoste dans le film Lolo ; des variations sur cet air ponctuent ce même film.
- 2016 : Elle sert de base à la chanson Hair Up dans le film Les Trolls.
- 2022 : Trame de la chanson The End? réalisée par Johannes Ringen, pour la musique du générique de fin du film Troll.

### Séries télévisées
- Elle est, comme d'autres compositions classiques populaires, un thème régulièrement entendu dans la série d'animation Les Schtroumpfs produite en 1981 par les studios Hanna Barbera.
- Dans la série Arrow (saison 3 - épisode 1), Zytle siffle l'air juste avant de lancer une grenade dans le restaurant où Oliver et Felicity ont leur rendez-vous.
- Le titre de l'épisode 12 de la saison 2 de Mad Men est Dans l'antre du roi de la montagne (The Mountain King).
- Au début de l'épisode 6 de la saison 1 de Dirk Gently, détective holistique, quand Zackariah Webb travaille dans son laboratoire.

### Jeux vidéos
- 2016 : dans le challenge final du jeu The Witness créé par Jonathan Blow.
- 2018 : dans un spot vidéo visant à promouvoir l'extension Battle for Azeroth, du jeu World of Warcraft.
- 2018 : comme musique dans une radio du jeu de voitures Forza Horizon 4.
- 2023 : comme base pour la musique The mountain king dans Bramble The Mountain King.

### Partitions libres
- « Peer Gynt, musique de scène, réduction pour piano » (partition libre de droits), sur l'IMSLP.
- « Peer Gynt, Suite n°1, Op.46/4 » (partition libre de droits), sur l'IMSLP.
- « Peer Gynt, Suite n°2, Op.55/4 » (partition libre de droits), sur l'IMSLP.